# Francouzský jezdecký kůň

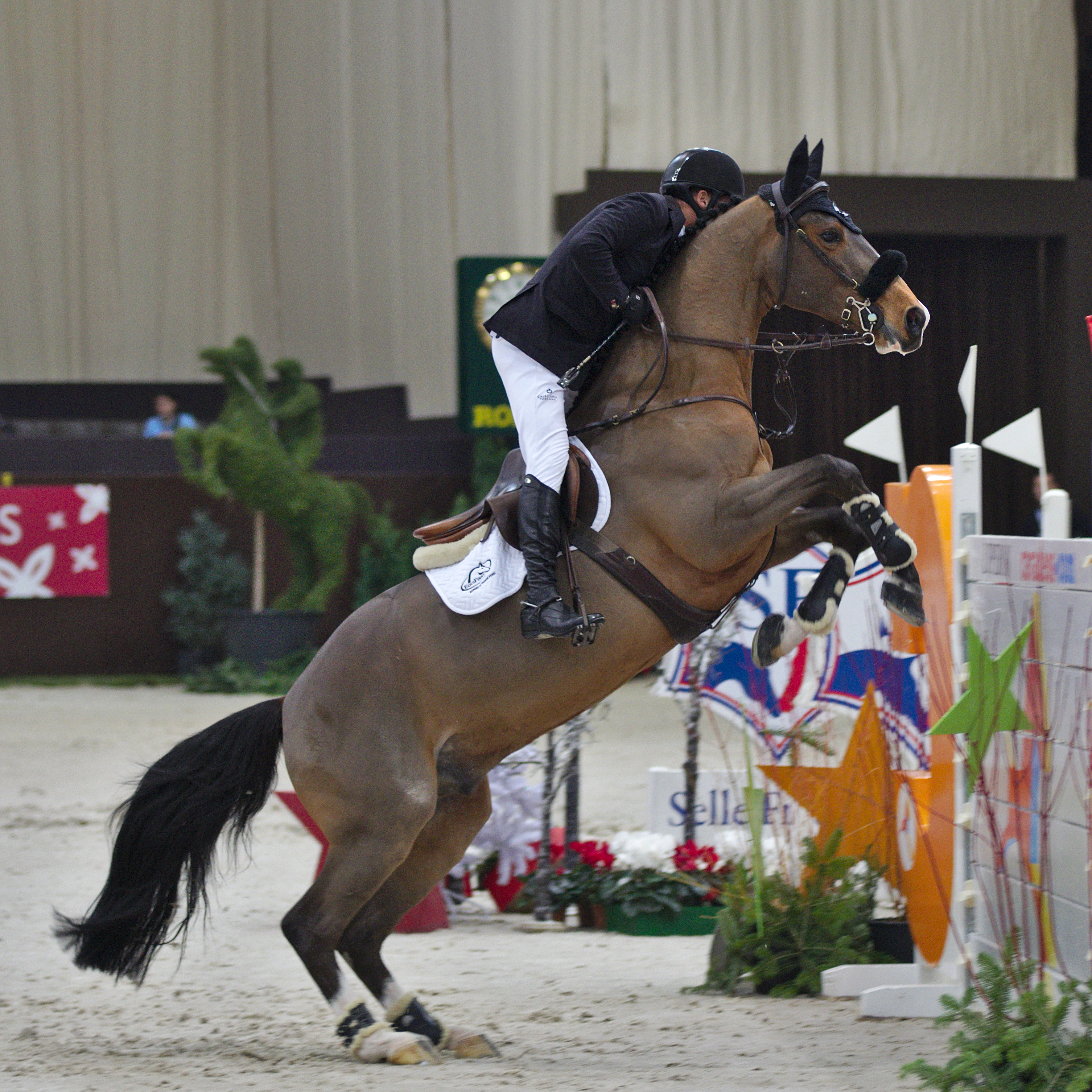
Francouzský jezdecký kůň

Francouzský jezdecký kůň má velmi dlouhou historii a je známý především jako kůň Carde Noir.
Jeho kohoutková výška je od 160 do 170 cm. Je to vynikající jezdecký kůň, který je schopen se úspěšně uplatnit i ve vcholovém sportu. Při klasické drezuře ovšem nepůsobí tak impozantně, jako slavní andalusani a lipicáni. Nejlépe se uplatní v parkurovém skákání.